# Karel Švenk
Karel Švenk, parfois appelé en allemand Karl Schwenk, né à  Prague (Tchécoslovaquie) le 17 mars 1917 et mort près de Karlsberg (en route vers Mauthausen) le 1er avril 1945, est un artiste de cabaret, comédien, compositeur et écrivain tchèque.
Il était une figure de proue dans le cabaret du camp ghetto de Theresienstadt. Švenk est ensuite déporté à Auschwitz et meurt dans un convoi à destination du camp de concentration de Mauthausen-Gusen.